# Castle Wemyss
Castle Wemyss war ein großes Landhaus in der Wemyss Bay in der schottischen Council Area Inverclyde. Es ist nicht zu verwechseln mit Wemyss Castle in Fife.

## Beschreibung
Es stand am Wemyss Point am Südufer des Firth of Clyde, wo dieser nach Süden abbiegt. Charles Wilsone Brown, ein Bauträger, der das Land um die Wemyss Bay erschließen wollte, ließ es um 1850 erbauen. Den vier Villen an dieser Stelle fügte er weitere 32 hinzu. Dieses Villenviertel erhielt den Spitznamen „Little Glasgow“, weil sie an reiche Kaufleute aus Glasgow vermietet wurden.
Im Jahre 1860 verkaufte Wilsone Brown das Landhaus an Sir John Burns, der später zum Baron Inverclyde erhoben wurde. Burns beauftragte den Architekten Robert William Billings mit dem Umbau des Landhauses im Scottish Baronial Style. Das ursprüngliche Haus wurde um ein zusätzliches Stockwerk, neue Flügel und einen Uhrenturm an der Südostecke erweitert.
Castle Wemyss wurde für viele weithin bekannte Besucher zum beliebten Reiseziel, darunter Lord Shaftesbury, Anthony Trollope, General Sherman, Henry Morton Stanley, König Peter II. von Jugoslawien, Kaiser Haile Selassie von Äthiopien und Mitglieder der britischen Königsfamilie.
Es ist gesichert, dass Trollope einen Teil seiner Novelle Barchester Towers in Wemyss Bay schrieb, und, dass „Portray Castle“ in The Eustace Diamonds Castle Wemyss zum Vorbild hatte. Ob dies nun wahr ist oder nicht, jedenfalls setzt Trollope Portray Castle an eine ähnliche Stelle des Landes und versieht es mit einer Beschreibung, die der von Castle Wemyss ähnelt. Trollope erwähnt aber auch das echte Castle Wemyss in seinem Reisebericht How the 'Mastiffs' Went to Iceland, der Beschreibung einer Reise vom Clyde nach Island im Juni/Juli 1878.
Das Haus blieb bis zum Tod des 4. Barons 1957 in den Händen der Familie. Anschließend war niemand aus der Familie mehr im Stande, die Unterhaltskosten für das riesige Anwesen zu tragen, und es wurde an einen Bauträger verkauft. Das Kraftwerk Inverkip Power Station wurde im nördlichen Teil des Grundstücks errichtet.
Die Greenfield-Gesetzgebung sorgte dafür, das zwar der größte Teil des Anwesens bebaut wurde, als Wemyss Bay in den 1960er- und 1970er-Jahren wuchs, aber das Haus selbst unangetastet blieb. Es verfiel langsam, das Dach wurde später abgedeckt, damit keine Grundsteuer mehr bezahlt werden musste, und 1984 wurde es endgültig abgerissen. In den 1990er-Jahren wurde das Anwesen schließlich ebenfalls bebaut und alles, was heute noch von Castle Wemyss erhalten ist, sind eine beschädigte Treppenflucht und ein Fahnenmast. Eine chilenische Araukarie an der Einfahrt musste aus Sicherheitsgründen entfernt werden. Aber der örtlich gegründete Woodlands Trust hat damit begonnen, den viktorianischen Farngarten, der mit Rhododendren überwuchert war, wiederherzustellen. Extra angelegte Wege durchziehen nun die Wälder, die unmittelbar an das Grundstück des früheren Landhauses anschließen.